# Атвотер (переписна місцевість, Огайо)
Атвотер (англ. Atwater) — переписна місцевість (CDP) в США, в окрузі Портадж штату Огайо. Населення — 776 осіб (2020).

## Географія
Атвотер розташований за координатами 41°1′42″ пн. ш. 81°9′25″ зх. д. / 41.02833° пн. ш. 81.15694° зх. д. (41.028289, -81.157063).  За даними Бюро перепису населення США в 2010 році переписна місцевість мала площу 2,21 км², з яких 2,18 км² — суходіл та 0,03 км² — водойми.

## Демографія
Згідно з переписом 2010 року, у переписній місцевості мешкало 758 осіб у 275 домогосподарствах у складі 205 родин. Густота населення становила 343 особи/км².  Було 299 помешкань (135/км²).
Расовий склад населення:
| - 97,8 % — білих - 1,1 % — чорних або афроамериканців - 0,1 % — азіатів |

До двох чи більше рас належало 1,1 %. Частка іспаномовних становила 1,2 % від усіх жителів.
За віковим діапазоном населення розподілялося таким чином: 30,2 % — особи молодші 18 років, 61,2 % — особи у віці 18—64 років, 8,6 % — особи у віці 65 років та старші. Медіана віку мешканця становила 34,4 року. На 100 осіб жіночої статі у переписній місцевості припадало 87,6 чоловіків;  на 100 жінок у віці від 18 років та старших — 82,4 чоловіків також старших 18 років.
Середній дохід на одне домашнє господарство  становив 56 413 долари США (медіана — 44 890), а середній дохід на одну сім'ю — 62 583 долари (медіана — 55 792). Медіана доходів становила 43 672 долари для чоловіків та 35 917 доларів для жінок. За межею бідності перебувало 14,1 % осіб, у тому числі 2,1 % дітей у віці до 18 років та 0,0 % осіб у віці 65 років та старших.
Цивільне працевлаштоване населення становило 458 осіб. Основні галузі зайнятості: виробництво — 24,9 %, освіта, охорона здоров'я та соціальна допомога — 24,7 %, науковці, спеціалісти, менеджери — 14,0 %, роздрібна торгівля — 13,8 %.